# Parênquima aquífero
Parênquima aquífero, ou hidrênquima, é o tecido encontrado em plantas de ambiente seco. Ele ajuda a planta a ter mais resistência à falta de água. Geralmente com raízes longas, essas plantas buscam água na parte mais profunda do solo e a armazenam no parênquima aqüífero.
Na maioria das plantas com esse tipo de parênquima tem espinhos ao invés de folhas para economizar a água em si.
É um tipo de parênquima que possui suas células com vacúlos para armazenamento de água.
Geralmente formam-se bolsas entre as células para o armazenamento de água.
As células deste tecido são especializadas em armazenamento de água. São volumosas com grandes vacúolos e paredes finas e geralmente desprovidas de cloroplastos.Apesar de finas as paredes geralmente contem, normalmente, barras espessas de celulose, lignificadas ou não, que desempenham a função de dar sustentação as células. Apesar das barras de espessamento normalmente evitar o colapso das camadas celulares, em caso do estresse de seca. As células aquíferas são ricas em mucilagem, o que aumenta sua capacidade de reter agua, pois a mucilagem é hidrófila.  O parênquima aquífero e encontrado em folhas e caules de plantas suculentas, as cactacea, e em folhas e raízes de plantas epífitas e xerófitas. Plantas sujeitas ao estresse salino como rizophora mangle, podem apresentar grande quantidade deste tecido, distribuída nos seus órgãos.
Um exemplo de planta com parênquima aquífero é o cacto.
1. ↑  Garcia, Vailati, Morgana (24 de outubro de 2012). «Morfoanatomia de três especies de bromeliaceae de restingas do Estado de Santa Catarina, Brasil». Consultado em 15 de fevereiro de 2021